# Gernsdorfer Weidekämpe
Gernsdorfer Weidekämpe este o arie protejată (arie specială de conservare — SAC, sit de importanță comunitară — SCI) din Germania întinsă pe o suprafață de 110,21 ha, integral pe uscat.

## Localizare
Centrul sitului Gernsdorfer Weidekämpe este situat la coordonatele 50°50′46″N 8°11′11″E / 50.8461°N 8.1864°E.

## Înființare
Situl Gernsdorfer Weidekämpe a fost declarat sit de importanță comunitară în august 1999 pentru a proteja 1 specie de animale. Situl a fost protejat și ca arie specială de conservare în decembrie 2004.

## Biodiversitate
Situată în ecoregiunea continentală, aria protejată conține 3 habitate naturale: Formațiuni ierboase bogate în specii de Nardus, dezvoltate pe substraturi silicioase în zone montane (și în zone submontane, în Europa continentală), Fânețe de joasă altitudine (Alopecurus pratensis, Sanguisorba officinalis), Fânețe montane.
La baza desemnării sitului se află o specie protejată de  nevertebrate: phengaris nausithous (Maculinea nausithous).
Pe lângă speciile protejate, pe teritoriul sitului au mai fost identificate 4 specii de plante, 2 specii de mamifere, 3 specii de nevertebrate.